# Japanhirse
Japanhirse (Echinochloa frumentacea) auch Weizenhirse, Sawahirse genannt, ist eine Hirseart, die heute vornehmlich in Ostasien als Nahrungsmittel und in den USA als Futterpflanze angebaut wird. Sie gehört zur Familie der Süßgräser (Poaceae). Der Name „Japanhirse“ ist eigentlich irreführend, da die Art in Japan weder kultiviert wird noch jemals wurde. Er geht auf frühere Konfusion mit der ähnlichen, in Japan angebauten Japan-Hühnerhirse Echinochloa esculenta zurück.

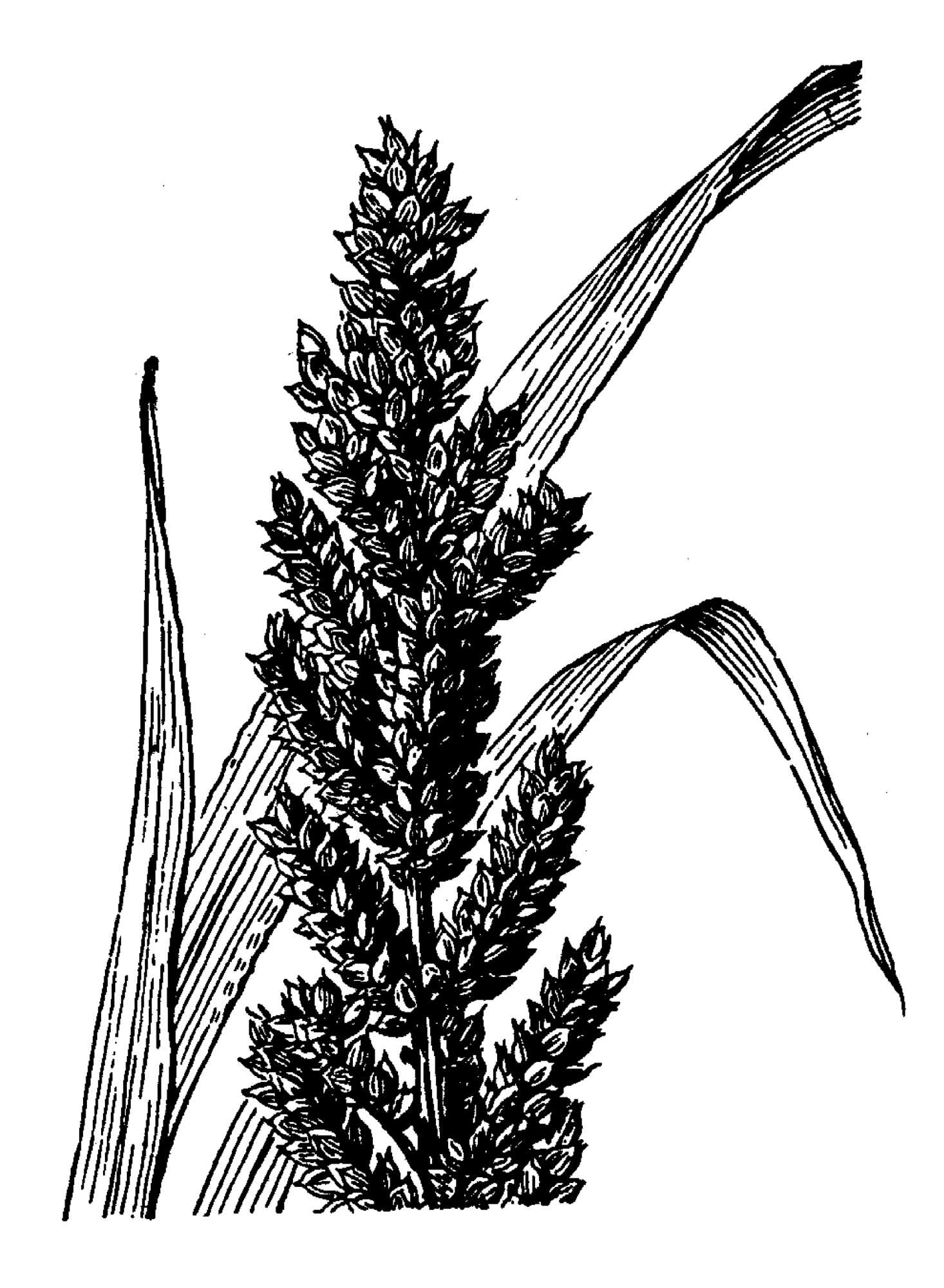
Abbildung der Japanhirse

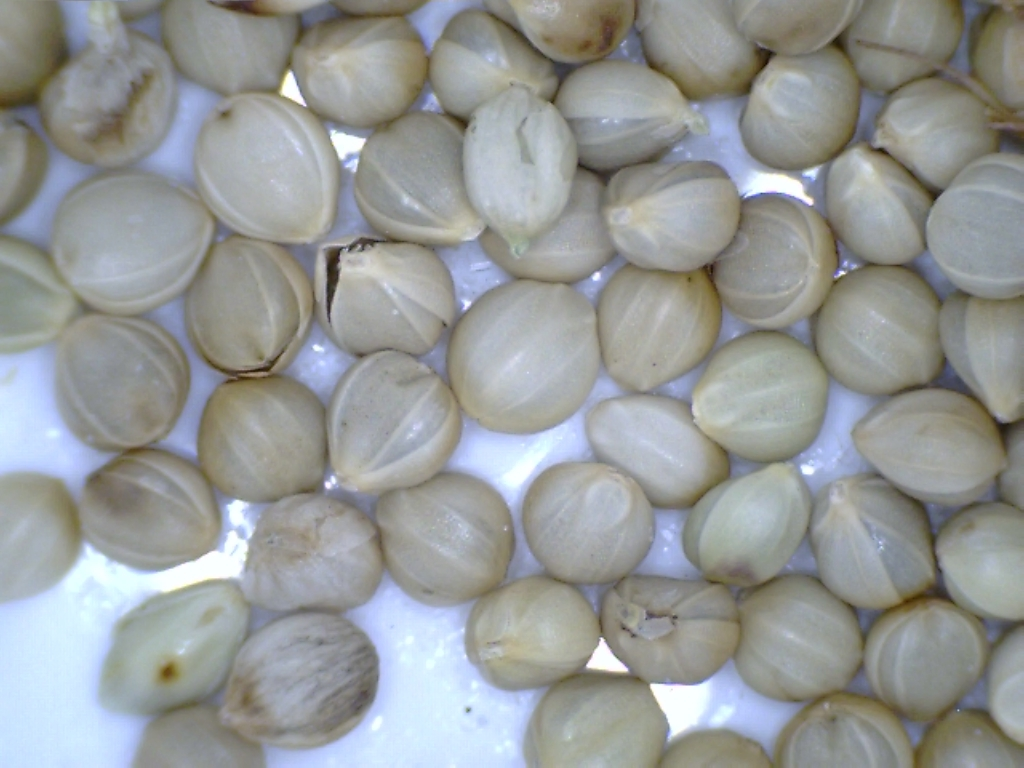
Früchte der Japanhirse stark vergrößert

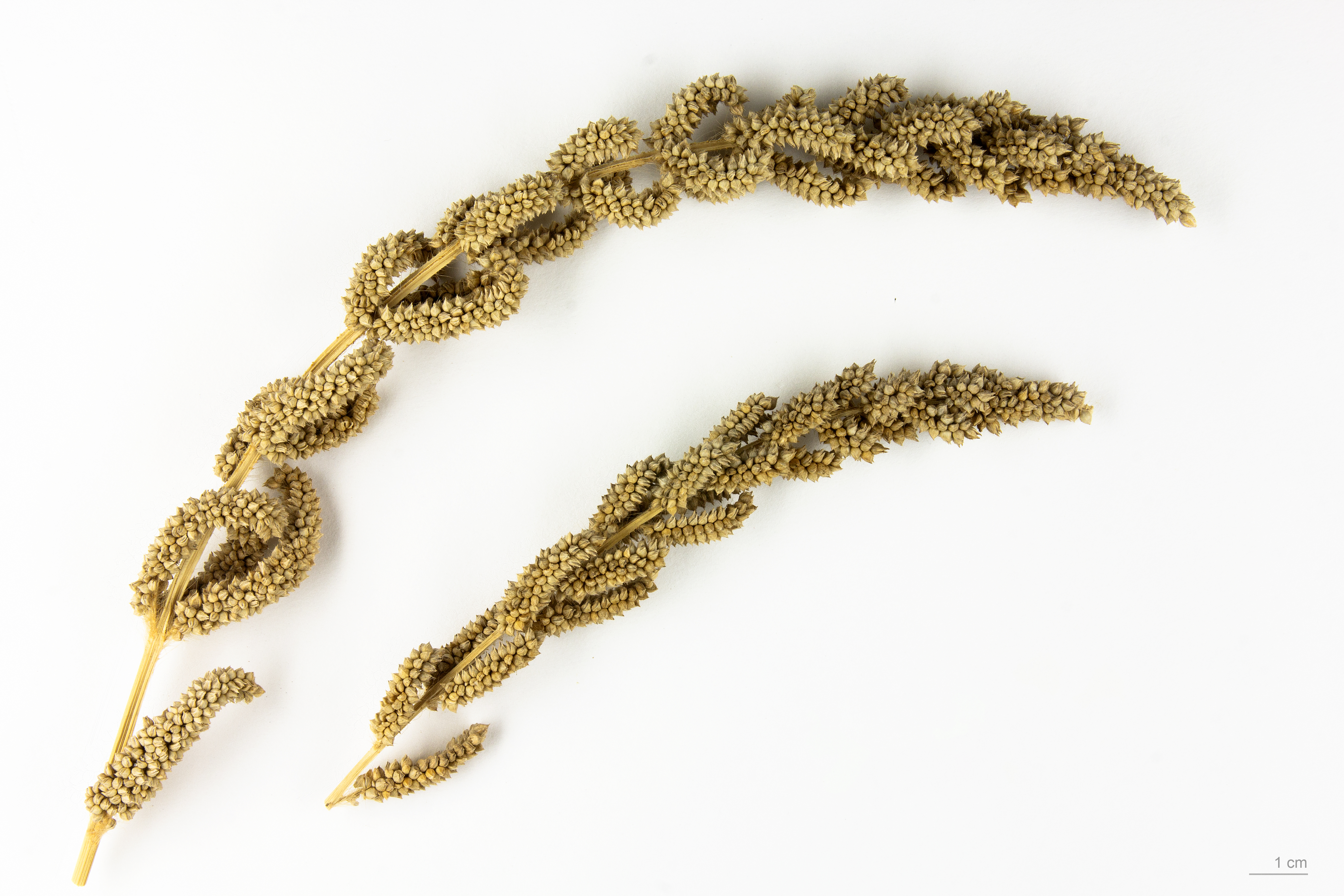
Echinochloa frumentacea - Museum von Toulouse

## Verbreitung
Die Japanhirse ist in allen tropischen Regionen der Erde verbreitet (pantropisch) mit dem Ursprung in der Alten Welt. Vielleicht stammt sie aus Indien.

## Merkmale
Die einjährige, krautige Pflanze hat robuste, aufrecht wachsende und zwischen 1 und 1,5 Meter hohe Halme. Die Blattscheiden und Blattspreiten sind weich und unbehaart. Die Laubblätter erreichen zwischen 15 und 40 Zentimeter Länge und zwischen 1 und 2,4 Zentimeter Breite. Deren wellige Ränder sind knorpelig verdickt. Blatthäutchen (Ligulae) sind nicht ausgebildet.
Der Blütenstand ist eine dichte, kräftige, längliche Rispe, welche bis zu 20 Zentimeter messen kann. Die Hauptachse ist rau und behaart. Die 1 bis 3 Zentimeter langen, eng stehenden und sich zuweilen überlappenden Rispenäste sind wellig. Die grünlichen bis purpurfarbenen, grannenlosen und gedrängt stehenden Ährchen sind breit-oval und zwischen 2,5 und 3,5 Millimeter lang. Die Hüllspelze sind kürzer als die Ährchen. Die Karyopsen sind lang. Die Blüte- und Fruchtzeit liegt zwischen August und Oktober.
Die Chromosomenzahl beträgt 2n = 54, seltener 26.

## Synonyme
Synonyme dieser Art sind:
- Oplismenus frumentaceus Kunth, Révis. gramin. 1 (1829) 45
- Panicum crus-galli var. frumentaceum Trim., Cat. Ceyl. Pl. (1885) 104
- Echinochloa crus-galli var. frumentacea W.F.Wight, Cent. Dict. Sup. (1909) 810
- Echinochloa crus-galli subsp. colona var. edulis Honda, Bot. Mag. (Tokyo) 37 (1923) 123
- Echinochloa colonum var. frumentaceum Ridl., Fl. Mal. Penins. 5 (1925) 223
- Panicum crus-galli var. edule (Hitchc.) Thell. in Hegi, Ill. Fl. Mitt.-Eur., 2. ed., 1 (1935) 264
- Panicum frumentaceum Roxb., Fl. Ind. 1 (1820) 307, non Salisb. (1796)
- Echinochloa crus-galli edulis Hitchc., U.S.D.A. Bull. 772 (1920) 238

## Nutzung
In Asien, Afrika, dem Westen der USA und Kanada wird die Japanhirse gelegentlich als schmackhaftes Weide- und Futtergras (Heu) sowie als Vogelfutter kultiviert. Vielfach wird sie zum Schutz vor Erosionen auf frisch umgebrochenen, sandigen Böden angepflanzt. In Ägypten wird es bei der Rückgewinnung von salzhaltigen Böden eingesetzt. Das Getreide wächst sehr schnell. Es benötigt lediglich sechs Wochen von der Aussaat bis zur Ernte. In Ägypten, Indien, Kashmir und Sikkim wird das geschälte Getreide wie Reis gekocht. Manchmal wird die Japanhirse auch zur Bierherstellung verwendet. Siehe auch Dolo (Bier).